# Primo e Feliciano
I santi Primo e Feliciano († 303 circa) erano due cristiani che subirono il martirio durante le persecuzioni degli imperatori Diocleziano e Massimiano.

## Agiografia
Secondo una passio tarda e leggendaria, risalente al VI secolo circa e ripresa anche da Jacopo da Varagine nella sua Legenda Aurea, erano due fratelli ottantenni che, essendosi rifiutati di sacrificare agli idoli, vennero sottoposti a varie specie di torture e quindi decapitati.

## Culto

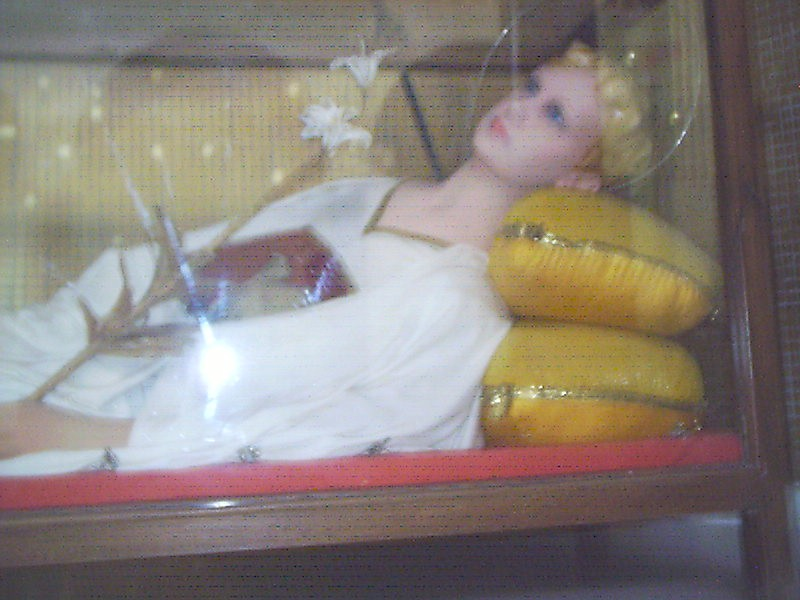
Reliquia di San Primo alla Chiesa di San Nicola a Mentana

Già il Martirologio Geronimiano (V secolo), al 9 giugno, ricorda la loro sepoltura al XV miglio da Roma della via Nomentana, presso l'attuale città di Mentana, in Sabina.
Il Liber Pontificalis testimonia che papa Teodoro I (642-649) operò la traslazione dei loro corpi a Roma, dove vennero inumati dinanzi ad un altare della basilica di Santo Stefano Rotondo al Celio: un mosaico del VII secolo li rappresenta in vesti militari. L'8 gennaio del 1625 venne effettuata una ricognizione delle loro reliquie.
La memoria dei santi Primo e Feliciano è posta al 9 giugno (nel 1969 il loro culto è stato limitato ai calendari locali).